# Réserve naturelle de Storsanden
La réserve naturelle de Storsanden (en suédois Storsandens naturreservat) est une réserve naturelle située dans l'archipel de Luleå, comté de Norrbotten, au nord de la Suède.

## Description
L'île de Långön se trouve à environ 10 kilomètres du continent et la réserve naturelle de Storsanden se trouve dans la partie nord de l'île.
La forêt ancienne est souvent facile à parcourir, mais là où les épinettes s'installent, la forêt devient plus dense et des fougères luxuriantes ornent le sol.
La zone naturelle est protégée depuis 2020 et s'étend sur 76 hectares.
La réserve comprend Lillberget et la zone au nord de celle-ci jusqu'à la côte de Långön et se compose d'une plage, d'une forêt de pins clairsemée et d'une forêt d'épicéas dense sur le versant à côté de Lillberget.